# Besteiros (Amares)
Besteiros ist ein Ort und eine ehemalige Gemeinde im Norden Portugals.

## Verwaltung
Besteiros war Sitz einer gleichnamigen Gemeinde (Freguesia) im Kreis (Concelho) von Amares im Distrikt Braga. Die Gemeinde hatte eine Fläche von 2,02 km² und 576 Einwohner (Stand 30. Juni 2011).
In der Gemeinde lag nur die namensgebende Ortschaft.
Mit der Gemeindereform vom 29. September 2013 wurden die Gemeinden Besteiros, Ferreiros und Prozelo zur neuen Gemeinde União das Freguesias de Ferreiros, Prozelo e Besteiros zusammengefasst.